# 阿道夫·吉約馬
馬里·路易·阿道夫·吉約馬（法語：Marie Louis Adolphe Guillaumat；1863年1月4日—1940年5月18日），是一位法國陸軍將領，在第一次世界大戰中期西線戰場擔任要職，負責指揮第二軍團，然後調任至巴爾幹戰場擔任聯軍總司令。